# Liste der Nationalschätze Japans (Schreine)

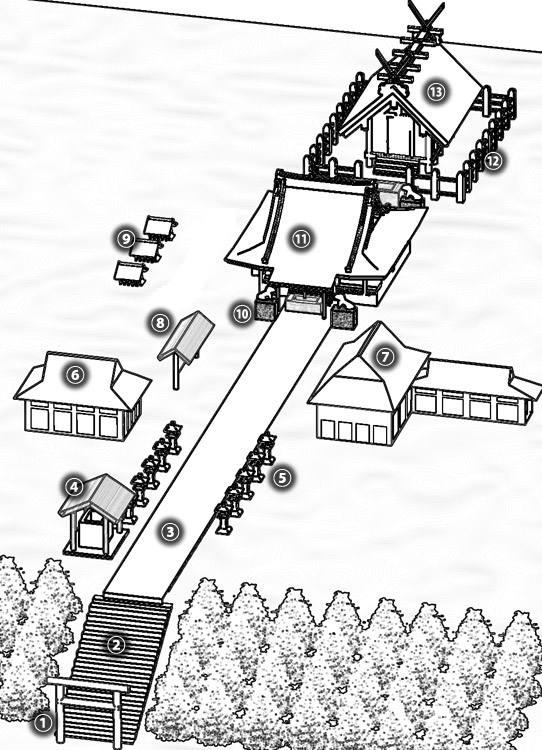
Musterhafter Aufbau einer Shintō-Schreinanlage: 1. Torii, 2. Steintreppe, 3. Sandō, Weg zum Hauptschrein, 4. Brunnen zur Mund- und Handreinigung (Chōzuya oder Temizusha), 5. Tōrō, 6. Kagura-den (Bühne für Kagura-Aufführungen), 7. Verwaltungsbüro (Shamusho), 8. Ema, 9. Zweigschrein (Setsumatsusha Sessha/massha), 10. Löwenhunde (Komainu), 11. Gebetshalle (Haiden), 12. Zaun / Einfriedung des Schreins (Tamagaki), 13. Hauptschrein (Honden)

Man schätzt die Zahl der Shintō-Schreine in Japan auf mehr als 150.000. Die Vielzahl der kleineren Schreine sind üblicherweise ein einzelnes Gebäude; es können jedoch weitere Bauwerke auf dem Schreingelände vorhanden sein wie Gebetshallen, Reinigungshallen, Hallen für Opfergaben (heiden), Gebäude für Tanzaufführungen, Laternen, Zäune, Steinwälle oder Torii.
Die Bezeichnung Nationalschatz wird seit 1897 verwendet, um besonders bedeutsame Kulturgüter zu bezeichnen. Auch wenn sich die Definition und die Kriterien für Nationalschätze im Laufe der Zeit änderten, folgt die nachstehende Liste den Bestimmungen des gegenwärtig gültigen Kulturgutschutzgesetzes von 1951. Die Nationalschätze wurden vom Ministerium für Bildung, Kultur, Sport, Wissenschaft und Technologie aufgrund ihres „besonders hohen historischen oder künstlerischen Wertes“ ausgewählt.
Die Liste umfasst 39 Teile von Schreinanlagen, die zu Nationalschätzen deklariert wurden und die vom 12. Jahrhundert, der Heian-Zeit an, bis zur vormodernen Edo-Zeit reichen. Teilweise sind einzelne Nationalschätze, die aus mehreren Teilen bestehen in der Tabelle in mehrere Einträge zerteilt, sodass die Zahl der Einträge größer ist als die Anzahl der deklarierten Nationalschätze. Zu den Baustrukturen, die Teil einer Schreinanlage und Gegenstand der Deklaration sind, gehören: die Haupthalle (honden), Gebetshallen (haiden), Reinigungsstätten (haraedono), Hallen für die Opfergaben (heiden) und Tore.

## Überblick
Der Brauch sakrale Bereiche zu kennzeichnen, reicht bis in die Yayoi-Zeit (500 v. Chr. bis 300 n. Chr.) und die Anfänge allererster religiöser Vorstellungen zurück. Man glaubte, dass Besonderheiten der Landschaft, wie Felsen, Wasserfälle, Inseln und Berge die Eigenschaft besitzen Kami („Geistwesen“) anzuziehen und folglich verehrte man sogenannte „Yorishiro“, Objekte, die kami anlocken und binden konnten. Ursprünglich waren sakrale Plätze schlicht durch einen Zaun und ein Tor oder Torii gekennzeichnet. Etwas später schuf man provisorische Konstruktionen, wie den heute auch noch verwendeten Mikoshi, einen tragbaren Schrein, um die Kami in die sakralen Stätten einzuladen und schließlich entwickelten sich feste Baustrukturen und Gebäude, die den Göttern geweiht wurden. Im Altertum wurden Schreine zunächst monumentalen Wohnhäusern, wie der Izumo-Taisha, oder aber Kultspeichern, wie der Großschrein von Ise nachempfunden. Diese Gebäude besaßen Giebeldächer, Hochböden, Bohlenwände und Dächer, die mit Reet oder der Rinde der Hinoki-Scheinzypresse gedeckt waren. Diese frühen Schreinanlagen besaßen noch keine Plätze für die Anbetung. Für Schreine des Altertums kann man drei wichtige Bauweisen unterscheiden: die Taisha-, Shinmei- und sie Sumiyoshi-Bauweise. Beispielhaft für diese Bauweisen sind der Izumo-Taisha, der Nishina Shinmei-Schrein und der Sumiyoshi-Taisha. In Übereinstimmung mit der Tradition des Shikinen sengū-sai (式年遷宮祭) wurden die Gebäude einer Schreinanlage in regelmäßigen, festgelegten Abständen unter Beibehaltung von Gestalt und Aussehen vollständig erneuert. Auf diese Weise wurde die Bauweise des Altertums bis in die Gegenwart hinein wiederholt und erhalten.
Neue Formen der Schreinarchitektur kamen in der Mitte des 6. Jahrhunderts mit dem Buddhismus von Baekje nach Japan; die Entwürfe heutiger Shinto-Schreine sind buddhistischen Ursprungs. Die Idee, das Tempel Stätten der Zusammenkunft sind, wurde auf Schreine übertragen. Zudem wurde der Hauptschrein (honden) durch ausgedehnte Überdachungen und dann durch Gebäude, wie die Gebetshalle (haiden), also um Plätze für die Anbetung ergänzt. Stilelemente buddhistischer Tempel wie Steinpostamente für die Pfeiler, Konsolen, geschwungene Dächer, bemalte Oberflächen, Verzierungen aus Metall, Korridore und Pagoden. wurden in Schreinen integriert und eingesetzt. Die Neuentwicklung der Bauweise und die Aufnahme neuer Stilelemente lässt sich ab Ende des 8. Jahrhunderts an der Kasuga-Bauweise (etwa des Kasuga-Schreins und des Hakusandō/Kasugadō im Enjō-ji), an der Nagare-Bauweise (im Shimogamo-Schrein), der Hachiman-Bauweise (des Usa Hachiman-gū) und der Hiyoshi-Bauweise (des Hiyoshi-Taisha). ablesen. Die Nagare-Bauweise war, gefolgt von der Kasuga-Bauweise die beliebteste Bauart. Zum Ende der Heian-Zeit wurde es üblich Torii und Zäune durch zweistöckige Tore und Säulengänge aus der Tempelarchitektur zu ersetzen. Der Einfluss der Shinden-Bauweise Heian-zeitlicher Adelspaläste und Residenzen ist etwa noch am Itsukushima-Schrein zu erkennen.
Der Marōdo-Schrein, der zum Itsukushima-Schrein gehört, stammt aus dem 13. Jahrhundert, der Kamakura-Zeit, während der Hauptschrein und die Gebetshalle des Kibitsu-Schreins aus dem 15. Jahrhundert und damit aus der Muromachi-Zeit stammen. Im späten 16. und frühen 17. Jahrhundert, also zur Momoyama-Zeit, wurde der Gongen-Baustil bestimmend für Schreinbauten. Der Hauptschrein wurde nunmehr durch bauliche Strukturen, allgemein als ai-no-ma bezeichnet, die aus der Hachiman-Bauweise stammen, mit der Gebetshalle verbunden. Beispiele dieser Bauweise sind der Hauptschrein des Kitano Tenman-gū und der Ōsaki Hachiman-Schrein. Der Hauptschrein von Nikkō wurde 1636 vollendet und stammt damit aus der Edo-Zeit. Diese Anlage ist insofern außergewöhnlich, als sich dort eine ungeheure Zahl buddhistischer Tempel, shintoistischer Schreine und das Mausoleum von Tokugawa Iemitsu befinden. Die Anlage ist damit ein Beispiel für das Shinbutsu-Shūgō, den Shintō- bzw. Kami-buddhistischen Synkretismus, der in der Heian-Zeit seinen Anfang nahm. Der Kitano Tenman-gū, der 947 für Sugawara no Michizane gebaut wurde, war die erste Anlage, die für einen Kami sowohl Tempel, als auch Schreine besaß und die fortan Jingū-ji genannt wurden.

## Kennzahlen
Die 39 Listeneinträge umfassen: Hauptschreine (honden), Kombinationen aus Hauptschrein und Gebetshalle (haiden) bisweilen verbunden durch Zwischenräume oder -gänge (ai-no-ma) oder verbunden durch Hallen für die Opfergaben (heiden), Gebetshallen (haiden), Korridore, Tore, Zäune, Reinigungsstätten und anderen Teilen, die zu einem Schreingelände gehören.

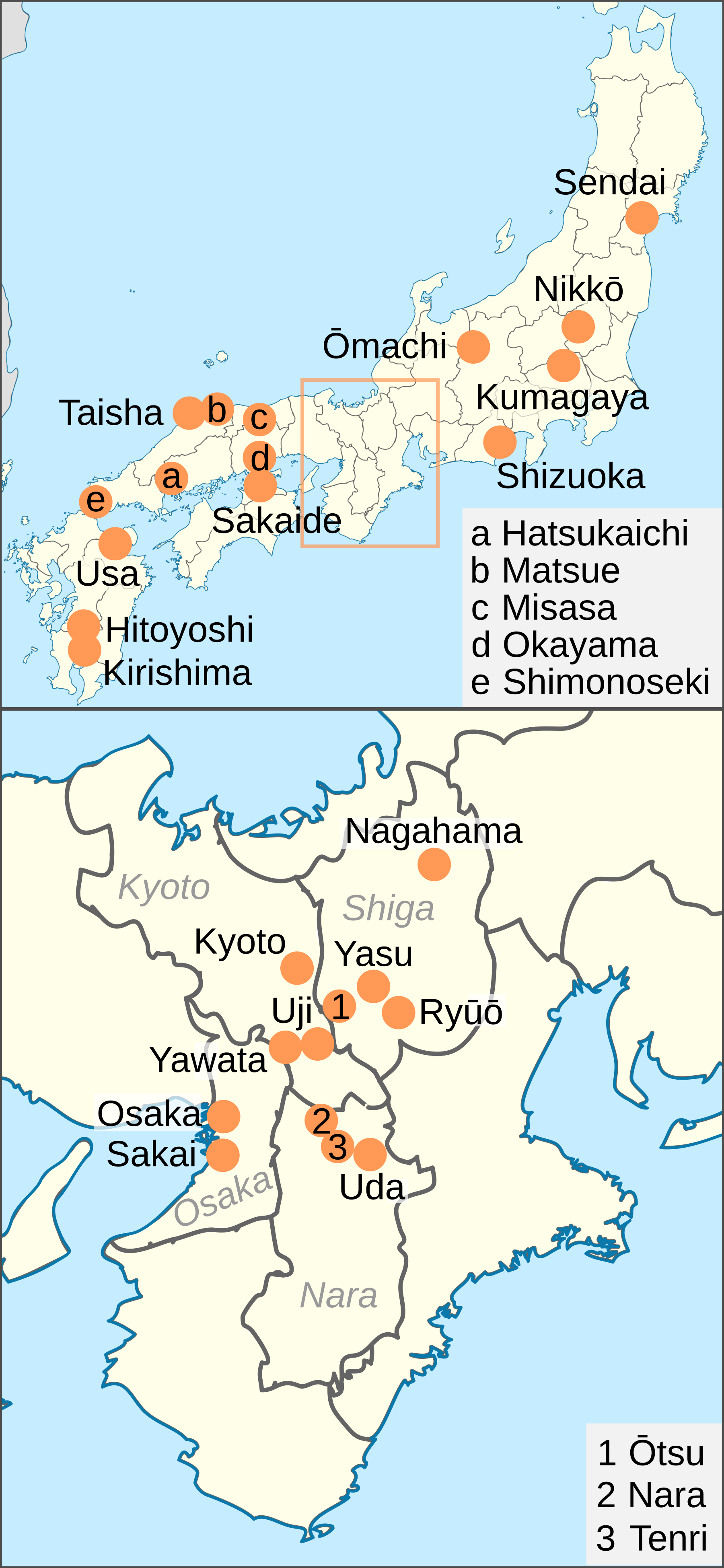
Schematische Landkarte mit der Lage der Nationalschätze in der Kategorie Schreine.

| Präfektur           | Stadt       | Nationalschatz |
| ------------------- | ----------- | -------------- |
| Präfektur Hiroshima | Hatsukaichi | 1              |
| Präfektur Kagawa    | Sakaide     | 1              |
| Präfektur Kumamoto  | Hitoyoshi   | 1              |
| Präfektur Kyōto     | Kyōto       | 5              |
| Präfektur Kyōto     | Uji         | 2              |
| Präfektur Miyagi    | Sendai      | 1              |
| Präfektur Nagano    | Ōmachi      | 1              |
| Präfektur Nara      | Nara        | 2              |
| Präfektur Nara      | Tenri       | 1              |
| Präfektur Nara      | Uda         | 1              |
| Präfektur Okayama   | Okayama     | 1              |
| Präfektur Ōita      | Usa         | 1              |
| Präfektur Osaka     | Osaka       | 1              |
| Präfektur Osaka     | Sakai       | 1              |
| Präfektur Saitama   | Kumagaya    | 1              |
| Präfektur Shiga     | Nagahama    | 1              |
| Präfektur Shiga     | Ryūō        | 1              |
| Präfektur Shiga     | Yasu        | 2              |
| Präfektur Shiga     | Ōtsu        | 3              |
| Präfektur Shimane   | Matsue      | 1              |
| Präfektur Shimane   | Taisha      | 1              |
| Präfektur Shizuoka  | Shizuoka    | 1              |
| Präfektur Tochigi   | Nikkō       | 6              |
| Präfektur Tottori   | Misasa      | 1              |
| Präfektur Yamaguchi | Shimonoseki | 1              |

| Epoche         | Nationalschatz |
| -------------- | -------------- |
| Heian-Zeit     | 2              |
| Kamakura-Zeit  | 9              |
| Muromachi-Zeit | 5              |
| Momoyama-Zeit  | 8              |
| Edo-Zeit       | 15             |

## Legende
Die Spalten der nachfolgenden Tabelle sind, mit Ausnahme der Spalten Anmerkungen und Bild, sortierbar.
- Bezeichnung: Bezeichnung des Nationalschatzes gemäß der Datenbank Nationaler Kulturgüter[5][Anm. 1][Anm. 2]
- Schrein: Name der Schreinanlage, zu dem das deklarierte Bauwerk gehört
- Anmerkung: zur Architektur und allgemeine Bemerkungen:

- zur Größe angegeben in ken, dem Abstand zwischen den Stützpfeilern; "m×n" gibt die Länge (m) und die Breite (n) eines Bauwerks in ken an.
- zum Baustil (jap. Suffix zukuri) und zur Art der Bedachung
- zu baulichen Einzelheiten wie Ortgängen, Giebeln, Vordächern etc.

- Datum: Zeitabschnitt und Jahr des letzten großen Umbaus; die Sortierung der Spalte erfolgt nach Jahresangaben. Ist lediglich eine Epoche bekannt, dann wird das erste Jahr dieser Epoche als Sortierkriterium verwendet.
- Standort: angegeben sind der Name der Stadt und der Präfektur, wobei Letzteres als Sortierkriterium dient
- Bild: Bild des Schreins

## Nationalschätze
| Bezeichnung | Schrein                                                                                              | Anmerkung | Datum | Standort                                                           | Bild |
| --- | --- | --- | --- | ------------------------------------------------------------------ | --- |
| Ōsaki Hachiman-gū (大崎八幡宮) | Ōsaki Hachiman-gū                                                                                    | Hauptschrein: 5×3, eingeschossig, Irimoya-Bauweise mit Dachschindeln; steingepflasterter Korridor (石の間, ishi-no-ma): 1×1, eingeschossig, Ryōsage-Bauweise mit Dachschindeln; Gebetshalle: 5×3 (7 ken an der Vorderseite), eingeschossig, Irimoya-Bauweise, Vorderseite mit einem chidori-hafu-Ortgang und einem 5 ken großen norikarahafu-Vordach und mit Dachschindeln. Älteste erhaltene Gongen-Bauweise Sie ist benannt nach der Bauweise des Kitano Tenman-gū in Kyōto. gongen bedeutet „Erscheinungsform Buddhas“ | Azuchi-Momoyama-Zeit, 1607                                                                                         | Sendai, Präfektur Miyagi 38° 16′ 21,1″ N, 140° 50′ 42,2″ O         | Holzgebäude mit ausladendem Dach und einem Giebel auf der Vorderseite. |
| Hauptschrein (本殿, honden), steingepflasterter Korridor (石の間, ishi no ma) und Gebetshalle (拝殿, haiden)                                                                | Nikkō Tōshō-gū                                                                                       | Haupthalle: 5×5, Irimoya-Bauweise style mit einem 1 ken großen Vordach auf der Rückseite; steingepflasterter Korridor (石の間, ishi-no-ma): 3×1, Ryōsage-Bauweise; Gebetshalle: 9×4 (7 ken an der Vorderseite), Irimoya-Bauweise, Vorderseite mit einem chidori-hafu-Ortgang und eine 3 ken breite Überdachung mit einem nokikarahafu-Giebel. Die drei Gebäude sind eingeschossig und mit Kupferschindeln gedeckt. | frühe Edo-Zeit, 1636                                                                                               | Nikkō, Präfektur Tochigi 36° 45′ 29,2″ N, 139° 35′ 55,4″ O         | Gebäude mit einem Schindelbedeckten Giebeldach hinter einem Zaun mit chinesischem Tor. |
| Yōmeimon (陽明門) | Nikkō Tōshō-gū                                                                                       | 3×2, zweigeschossiges (三間一戸, sangen-ikko) Tor in Irimoya-Bauweise mit einem Karahafu-Giebel auf jeder Seite, gedeckt mit Dachschindeln aus Kupfer, mehr als 500 Schnitzarbeiten mit historischen Erzählungen, spielenden Kindern, Weisen und anderen Personen, ist mit dem Tōzai Kairō verbunden | frühe Edo-Zeit, 1636                                                                                               | Nikkō, Präfektur Tochigi 36° 45′ 27,8″ N, 139° 35′ 55,5″ O         | Zweigeschossiges Holztor, wobei das obere Geschoss größer ist als das untere. Mit einem vorstehenden mittig angeordneten Giebel mit einer Tafel, die eine Aufschrift trägt. |
| Tōzai Kairō (東西廻廊, etwa „Ost-West-Korridor“) | Nikkō Tōshō-gū                                                                                       | 36 und 54 ken lange und zur Hälfte eingeschalte Korridore mit Blumen- und Vogelmotiven als kolorierte Schnitzarbeiten, erstreckt sich beidseitig bis zum Yōmeimon, Irimoya-Bauweise mit Dachschindeln aus Kupfer | frühe Edo-Zeit, 1636                                                                                               | Nikkō, Präfektur Tochigi 36° 45′ 27,7″ N, 139° 35′ 56,1″ O         | Holzwand mit roten Streben und kolorierten Schnitzereien, Blumen, Pfaue und andere Vögel zeigend. |
| Karamon (唐門) – Tor im chinesischen Stil – Vorder- und Rückseite | Nikkō Tōshō-gū                                                                                       | 1×1, Tor im chinesischen Stil mit weißen Schnitzarbeiten, eingeschossig, mit einem karahafu・Giebel Dach mit Schindeln aus Kupfer, beidseitig verbunden mit dem Tōzai Sukibei-Zaun | frühe Edo-Zeit, 1636                                                                                               | Nikkō, Präfektur Tochigi 36° 45′ 28,5″ N, 139° 35′ 55,4″ O         | Verbindung vom Karahafu zum Zaun. · mit weißen Schnitzfiguren unter dem wellenförmigen Giebel. |
| Tōzai Sukibei (東西透塀, etwa „Ost-West-Zaun“) | Nikkō Tōshō-gū                                                                                       | 43 und 44 ken langer Zaun, der sich vom Tor (karamon) ost- und westwärts erstreckt, mit kupferner Dachdeckung | frühe Edo-Zeit, 1636                                                                                               | Nikkō, Präfektur Tochigi 36° 45′ 28,5″ N, 139° 35′ 55″ O           | Ein bedachter und farbenfroher Zaun, beidseits des Tores im chinesischen Stil (Karamon) |
| Hauptschrein (本殿, honden), Verbindungsraum (相の間, ai no ma), Gebetshalle (拝殿, haiden)                                                                                 | Taiyū-in Mausoleum für Tokugawa Iemitsu (大猷院霊廟, taiyū-in reibyō) (Rinnō-ji)                     | Haupthalle: 3×3, Irimoya-Bauweise mit angesetztem Pultdach; steingepflasterter Korridor (石の間, ishi-no-ma): 3×1, Ryōsage-Bauweise; Gebetshalle: 7×3, Irimoya-Bauweise, an der Vorderseite mit einem chidori-hafu-Ortgang und einem 3 ken großen Vordach mit einem Nokikarahafu-Giebel. Die drei Gebäude sind eingeschossig und mit Schindeln aus Kupfer gedeckt. Dieser Schrein ist das Mausoleum des dritten Tokugawa-Shoguns Tokugawa Iemitsu. | frühe Edo-Zeit, 1653                                                                                               | Nikkō, Präfektur Tochigi 36° 45′ 28,1″ N, 139° 35′ 39,1″ O         | Holzgebäude, das mit einem kleineren Gebäude verbunden ist. Beide Gebäude sind schwarz und mit bronzenen Metallarbeiten verziert. Beide besitzen einen umlaufenden Gang mit rotem Geländer. · Schwarzes Holzgebäude mit bronzenen Metallverzierungen und einem umlaufenden Gang mit rotem Geländer. |
| Hauptschrein (本殿, honden) und Zwischentor (中門, chūmon) | Nishina Shinmei-gū                                                                                   | Honden: 3×2, ältestes erhaltenes Beispiel der Shinmei-Bauweise Mit umlaufender hoher Veranda und dem Eingang auf der Traufseite.; Zwischentor: ein vierfüßiges Tor verbunden mit dem Hauptschrein in der Kirizuma-Bauweise Beide Gebäude sind gedeckt mit Schindeln aus der Rinde der Hinoki-Scheinzypresse. | Mitte der Edo-Zeit, 1630 (Zwischentor) und 1636 (Hauptschrein)                                                     | Ōmachi, Präfektur Nagano                                           | Schlichtes Holzgebäude mit umlaufendem Gang und rotem Geländer und gekreuzten Giebelsparren. |
| Shōden Halle (聖天堂, shōden-dō) | Kangi-in (歓喜院)                                                                                    | Okuden (奥殿): 3×3, Irimoya-Bauweise mit nokikarahafu-Giebeln an den Seiten, nokikarahafu- und chidori-hafu-Giebeln auf der Rückseite, 1 ken großes Vordach; Chūden (中殿): 3×1, Ryōsage-Bauweise; Gebetshalle: 5×3, Irimoya-Bauweise, an der Vorderseite mit einem chidori hafu Ortgang und einem 3 ken großen Vordach mit nokikarahafu-Giebel. Die drei Gebäude sind eingeschossig und mit Schindeln aus Kupfer gedeckt. Zusammengenommen bilden sie eine Anlage in gongen-Bauweise. | Mitte der Edo-Zeit, 1744 (Okuden), 1756 (Gebetshalle), 1760 (Chūden)                                               | Kumagaya, Präfektur Saitama 36° 13′ 41,5″ N, 139° 22′ 29″ O        | Holzgebäude mit Walmdach. · Holzgebäude mit Walmdach. |
| Hauptschrein (本殿, honden), steingepflasterter Korridor (石の間 ishi no ma) und Gebetshalle (拝殿, haiden)                                                                 | Kunōzan Tōshō-gū                                                                                     | Hauptschrein: 3×3, Irimoya-Bauweise; steingepflasterter Korridor (石の間, ishi-no-ma): 1×1, Ryōsage-Bauweise; Gebetshalle: 5×2, Irimoya-Bauweise, Vorderseite mit einem chidori-hafu-Ortgang und einem 3 ken großen Vordach. Die drei Gebäude sind eingeschossig und mit Schindeln aus Kupfer gedeckt. Ursprüngliche Begräbnisstätte des ersten Tokugawa Shōguns, Tokugawa Ieyasu und damit ältester Teil des Tōshō-gū. | Edo-Zeit, 1617 | Shizuoka, Präfektur Shizuoka 34° 57′ 53,5″ N, 138° 28′ 3,4″ O      | |
| Shinra-Zenjin-Halle (新羅善神堂, shinra zenjindō) | Mii-dera                                                                                             | 3×3, eingeschossig, Nagare-Bauweise mit einem 1 ken großen Vordach, gedeckt mit Schindeln aus der Rinde der Hinoki-Scheinzypresse. Im Gebäude wird der Nationalschatz Shinra Myōjin Zazō (新羅明神坐像), eine Skulptur der Schutzgottheit des Mii-dera, aufbewahrt. | frühe Muromachi-Zeit, 1347                                                                                         | Ōtsu, Präfektur Shiga 35° 1′ 9,8″ N, 135° 51′ 9,5″ O               | Holzgebäude mit asymmetrischem Giebeldach und hochliegendem Umlauf mit Geländer. |
| Hauptschrein (本殿, honden) | Mikami-Schrein (御上神社, Mikami jinja)                                                              | 3×3, eingeschossig, Irimoya-Bauweise mit einem 1 ken großen Vordach, das mit Schindeln aus der Rinde der Hinoki-Scheinzypresse gedeckt ist | späte Kamakura-Zeit                                                                                                | Yasu, Präfektur Shiga                                              | Kleines Holzgebäude mit umlaufendem, hochliegendem und überdachtem Gang |
| Hauptschrein (本殿, honden) | Ōsasahara-Schrein (大笹原神社, Ōsasahara jinja)                                                      | 3×3, eingeschossig, Irimoya-Bauweise mit einem 1 ken großen Vordach, das mit Schindeln aus der Rinde der Hinoki-Scheinzypresse gedeckt ist. | Mitte der Muromachi-Zeit, 1414                                                                                     | Yasu, Präfektur Shiga                                              | Kleines Holzgebäude mit umlaufendem, hochliegendem und überdachtem Gang |
| Hauptschrein (本殿, honden) | Tsukubusuma-Schrein (都久夫須麻神社, Tsukubusuma jinja)                                              | 3×3, eingeschossig, Irimoya-Bauweise mit nokikarahafu-Giebeln auf der Vorder- und Rückseite, 1 ken großes umlaufendes Vordach mit Traufrinne, 60 Deckengemälde mit Blumen in Goldfarbe von Kanō Mitsunobu | Azuchi-Momoyama-Zeit, 1567 (Vordach mit Traufrinnen), 1602 (Hauptgebäude)                                          | Nagahama, Präfektur Shiga 35° 25′ 14,5″ N, 136° 8′ 39,2″ O         | |
| Westlicher Hauptschrein (西本宮, nishi hon-gū), Hauptschrein (本殿, honden)                                                                                                 | Hiyoshi-Taisha                                                                                       | 5×3, Hiyoshi-Bauweise gedeckt mit Schindeln aus der Rinde der Hinoki-Scheinzypresse | Azuchi-Momoyama-Zeit, 1586                                                                                         | Ōtsu, Präfektur Shiga 35° 4′ 18,2″ N, 135° 51′ 43,7″ O             | Hohes Holzgebäude mit umlaufendem Gang und rotem Geländer, dazu der mittig angelegte Traufeingang. Das Dach wirkt in seiner Erscheinung wie ein Fußwalmdach. · Hohes Holzgebäude mit umlaufendem Gang und rotem Geländer. Die Ecken der Traufen wirken abgeschnitten.                               |
| Östlicher Hauptschrein (東本宮, higashi hon-gū), Hauptschrein (本殿, honden)                                                                                                | Hiyoshi-Taisha                                                                                       | 5×3, Hiyoshi-Bauweise, gedeckt mit Schindeln aus der Rinde der Hinoki-Scheinzypresse | Azuchi-Momoyama-Zeit, 1595                                                                                         | Ōtsu, Präfektur Shiga 35° 4′ 24,4″ N, 135° 51′ 53,8″ O             | Hohes Holzgebäude mit umlaufendem Gang und rotem Geländer, dazu der mittig angelegte Traufeingang. Das Dach wirkt in seiner Erscheinung wie ein Fußwalmdach. · Hohes Holzgebäude mit umlaufendem Gang und rotem Geländer. Die Ecken der Traufen wirken abgeschnitten.                               |
| Westliche Haupthalle (西本殿, nishi honden) | Namura-Schrein (苗村神社, Namura jinja)                                                              | 3 ken breit, Nagare-Bauweise mit einem 1 ken großen Vordach und Dachschindeln aus der Rinde der Hinoki-Scheinzypresse | späte Kamakura-Zeit, 1308                                                                                          | Ryūō, Präfektur Shiga                                              | Holzgebäude umgeben von einem hölzernen Zaun. |
| Hauptschrein (本殿, honden) | Ujigami-Schrein                                                                                      | 5×3, eingeschossig, Nagare-Bauweise gedeckt mit Schindeln aus der Rinde der Hinoki-Scheinzypresse. Das Gebäude besteht aus drei je 1 ken großen Schreinen, die nebeneinander angeordnet sind und von einem einzigen Dach bedeckt werden. Der Schrein gehört zum UNESCO-Welterbe; es ist Teil des Historischen Kyōto und der älteste erhaltene Hauptschrein (honden). | späte Heian-Zeit                                                                                                   | Uji, Präfektur Kyōto 34° 53′ 31,5″ N, 135° 48′ 41,1″ O             | Holzgebäude mit weißen Wänden. Vorderseite übersät mit Gitterfenstern. |
| Gebetshalle (拝殿, haiden) | Ujigami-Schrein                                                                                      | 6×3, eingeschossig, Kirizuma-Bauweise mit einem 1 ken großen Vordach gedeckt mit Schindeln aus der Rinde der Hinoki-Scheinzypresse. Man nimmt an, dass die Gebetshalle ursprünglich in der Palastbauweise, der Shinden-Bauweise errichtet wurde. Die Gebetshalle gehört zum UNESCO-Welterbe und ist Teil des Historischen Kyōto. | frühe Kamakura-Zeit                                                                                                | Uji, Präfektur Kyōto 34° 53′ 31,1″ N, 135° 48′ 40,7″ O             | Ansicht der Vorderseite. |
| Östliche Haupthalle (東本殿, higashi honden) und Westliche Haupthalle (西本殿, nishi honden)                                                                                | Kamomioya-Schrein oder Shimogamo-Schrein                                                             | beide Hallen: 3 ken breit in Nagare-Bauweise, mit Schindeln aus der Rinde der Hinoki-Scheinzypresse gedeckt. Noch vor der kaiserlichen Residenzstadt Heian-kyō gegründet, gegenwärtige Gebäude aus dem 17. Jahrhundert. Sie gehören zum UNESCO-Welterbe und sind Teil des Historischen Kyōto. | Ende der Edo-Zeit, 1863                                                                                            | Kyōto, Präfektur Kyōto 35° 2′ 21″ N, 135° 46′ 22,9″ O              | Tür, Treppe und umlaufender Gang mit Metallverzierungen und mit einer grauen und einer blauen Löwenfigur auf dem Gang. |
| Hauptschrein (本殿, honden) und Manifestationshalle (権殿, gonden) | Kamowakeikazuchi Schrein oder Kamigamo-Schrein                                                       | Beide Gebäude sind identisch in Größe und Form: 3×2 ken, 5,9 m×7,2 m, Nagare-Bauweise mit ausgezogenem Dach an der Vorderseite, das einen Säulengang zum Beten ebenfalls überdacht, mit Schindeln aus der Rinde der Hinoki-Scheinzypresse. Der Hauptschrein und die Manifestationshalle wurden abwechselnd genutzt abhängig von Reparaturarbeiten und Rekonstruktion. Beide Gebäude gehören zum UNESCO-Welterbe und sind Teil des Historischen Kyōto. | Ende der Edo-Zeit, 1863                                                                                            | Kyōto, Präfektur Kyōto 35° 3′ 37,7″ N, 135° 45′ 9,7″ O             | |
| Gebetshalle (拝殿, haiden) | Seiryōgū (清瀧宮), (Daigo-ji), oberer Daigo (上醍醐)                                                 | 7×3, overhang style (懸造, kake-zukuri), eingeschossig, Irimoya-Bauweise, Eingang auf der Giebelseite, 3 ken großes Vordach mit nokikarahafu-Giebel. Die Gebetshalle gehört zum UNESCO-Welterbe und ist Teil des Historischen Kyōto. | Mitte der Muromachi-Zeit, 1434                                                                                     | Kyōto, Präfektur Kyōto                                             | Vorderansicht eines Holzgebäudes mit weißen Wänden und geschwungenem Giebel. |
| Tor im chinesischen Stil (唐門, karamon) | Toyokuni-Schrein                                                                                     | Vierfüßiges Tor mit Karahafu-Giebeln auf der Vorder- und Rückseite, Irimoya-Bauweise das Dach ist an den Seiten mit Schindeln aus der Rinde der Hinoki-Scheinzypresse gedeckt | Azuchi-Momoyama-Zeit, 1573–1614                                                                                    | Kyōto, Präfektur Kyōto 34° 59′ 29,7″ N, 135° 46′ 19,3″ O           | Vorderansicht eines schwarzen Holztores mit einem großen Dach und Giebel, mit Metallverzierungen versehen. |
| Hauptschrein (本殿, honden), steingepflasterter Korridor (石の間, ishi no ma), Gebetshalle (拝殿, haiden) und Musikraum (楽の間, gaku no ma)                                | Kitano Tenman-gū                                                                                     | Haupthalle: 5×4, Irimoya-Bauweise mit einem 3-ken-Korridor auf der rechten Seite, gedeckt mit Schindeln aus der Rinde der Hinoki-Scheinzypresse steingepflasterter Korridor: 3×1, Ryōsage-Bauweise, ebenfalls Schindeln aus der Rinde der Hinoki-Scheinzypresse gedeckt Gebetshalle: 7×3, Irimoya-Bauweise mit einem chidori-hafu-Ortgang auf der Vorderseite und einem 7 ken großen Vordach Musikraum: Länge 2 ken an der Vorderseite, 3 ken auf der Rückseite, Breite: 2 ken, Irimoya-Bauweise auf einer Seite verbunden mit der Gebetshalle, gedeckt mit Schindeln aus der Rinde der Hinoki-Scheinzypresse Die vier Gebäude sind eingeschossig. Es ist das älteste erhaltene Gebäudeensemble in der Gongen-Bauweise; gegründet im 10. Jahrhundert. | Azuchi-Momoyama-Zeit, 1607                                                                                         | Kyōto, Präfektur Kyōto 35° 1′ 52,7″ N, 135° 44′ 6,4″ O             | honden · haiden · gaku-no-ma |
| Gebetshalle (拝殿, haiden) | Sakurai Schrein (桜井神社, sakurai jinja)                                                            | 5×3, eingeschossig, Kirizuma-Bauweise mit hongawarabuki-Dachziegeln | späte Kamakura-Zeit                                                                                                | Sakai, Präfektur Osaka 34° 29′ 6,7″ N, 135° 30′ 22,6″ O            | Gebäude mit roten und weißen Wänden und Dachziegeln. |
| Hauptschrein (本殿, honden) | Sumiyoshi-Taisha                                                                                     | 4×2, ältestes Beispiel der Sumiyoshi-Bauweise gedeckt mit Schindeln aus der Rinde der Hinoki-Scheinzypresse. Der Schrein besteht aus vier identischen Bauwerken (angeordnet in einer "L"-Form), mit Abmessungen von je 4,8×8 m. | späte Edo-Zeit, 1810                                                                                               | Osaka, Präfektur Osaka 34° 36′ 44,5″ N, 135° 29′ 35,4″ O           | Ansicht von der Front und Seite und ein Plan des Gebäudes mit zwei Räumen, gekreuzten Giebelsparren und einem Zaun der das Gebäude an drei Seiten umgibt. |
| Hauptschrein (本殿, honden) | Uda Mikumari-Schrein                                                                                 | drei 1×1 ken große Gebäude in Kasuga-Bauweise{ mit Walmsparren, gedeckt mit Schindeln aus der Rinde der Hinoki-Scheinzypresse | späte Kamakura-Zeit, 1320                                                                                          | Uda, Präfektur Nara 34° 28′ 29″ N, 135° 58′ 14,9″ O                | Zinnoberrotes Gebäude mit drei identischen geschwungenen Giebeln und gekreuzten Giebelsparren. |
| Hauptschrein (本殿, honden) | Kasuga-Taisha                                                                                        | umfasst vier Gebäude mit der Abmessung 1×1 ken oder 1,83×2,64 m in Kasuga-Bauweise in Ost-West-Richtung und in einer Linie aneinandergereiht, gedeckt mit Schindeln aus der Rinde der Hinoki-Scheinzypresse; gegründet etwa Mitte des 8. Jahrhunderts, die gegenwärtige Form entstammt der Heian-Zeit, bis 1863 in regelmäßigen Intervallen von 20 Jahren abgerissen und wiederaufgebaut. Gehört zum UNESCO-Welterbe Historic Monuments of Ancient Nara. | späte Edo-Zeit, 1863                                                                                               | Nara, Präfektur Nara 34° 40′ 53,6″ N, 135° 50′ 54,5″ O             | Gebäude mit weißen Wänden, roten Balken gekreuzten Giebelsparren hinter einem Zaun. |
| Gebetshalle (拝殿, haiden) | Nebenschrein des Izumo Takeo-Schreins (摂社出雲建雄神社, sessha Izumo Takeo jinja) (Isonokami-jingū) | 5×1, eingeschossig, Kirizuma-Bauweise, mit einem karahafu-Vordach, gedeckt mit Schindeln aus der Rinde der Hinoki-Scheinzypresse | späte Kamakura-Zeit, 1300                                                                                          | Tenri, Präfektur Nara                                              | Holzgebäude mit einem Karahafu im chinesischen Stil. |
| Hakusan-dō (白山堂) und Kasuga-dō (春日堂) | Enjō-ji                                                                                              | zwei identische Gebäude, mit je: 1×1, Kasuga-Bauweise mit Schindeln aus der Rinde der Hinoki-Scheinzypresse, diese beiden Schreine sind die ältesten erhaltenen in Kasuga-Bauweise | frühe Kamakura-Zeit                                                                                                | Nara, Präfektur Nara 34° 41′ 44,7″ N, 135° 54′ 56,1″ O             | Zwei kleine, identische Holzgebäude mit Giebeldach und gekreuzten Giebelsparren. · A small wooden building next to another identical building with gabled roof, a stair on the gable side covered by an extended roof. The roof ridge has forked finials.                                           |
| Nageiri-Halle (投入堂, nageiridō) | Okuno-in (奥院), Sanbutsu-ji (三仏寺)                                                                | 1×2, eingeschossig, Kake-Bauweise (懸造, kake-zukuri) mit einem Dach in Nagare-Bauweise gedeckt mit Schindeln aus der Rinde der Hinoki-Scheinzypresse | späte Heian-Zeit                                                                                                   | Misasa, Präfektur Tottori                                          | Holzgebäude auf langen Pfeilern an einer Steilwand. |
| Hauptschrein (本殿, honden) | Izumo-Taisha                                                                                         | 2×2, Taisha-Bauweise mit Dachschindeln aus der Rinde der Hinoki-Scheinzypresse; 10,9×10,9 m und einer Höhe von 24 m (ursprünglich 48 m hoch), mit leicht geschwungenem Dach, man nimmt an, dass er als Haus des Ōkuninushi diente. | Mitte der Edo-Zeit, 1744                                                                                           | Taisha, Präfektur Shimane 35° 24′ 7″ N, 132° 41′ 7,1″ O            | Großese Holzgebäude mit Giebeldach und gekreuzten Giebelsparren. · Gebäude mit Hochboden, einem Giebeldach und gekreuzten Giebelsparren. Überdachter Aufgang auf der Giebelseite. |
| Hauptschrein (本殿, honden) | Kamosu-Schrein (神魂神社, Kamosu jinja)                                                              | 2×2, Taisha-Bauweise, zu dem überdachte Treppen führen. Dach mit dekorativen und gekreuzten Giebelsparren und Querhölzern (chigi). mit Schindelbedachung, tochibuki | Azuchi-Momoyama-Zeit, 1583                                                                                         | Matsue, Präfektur Shimane 35° 25′ 31,9″ N, 133° 5′ 2,8″ O          | |
| Hauptschrein (本殿, honden) und Gebetshalle (拝殿, haiden) | Kibitsu-Schrein                                                                                      | Hauptschrein: 5 ken lang (7 ken auf der Rückseite), 8 ken breit, Hiyoku-irimoya-Bauweise Gebetshalle: 3×1, Kirizuma-Bauweise, ist auf der Rückseite mit dem Dach des Hauptschreins, Pultdach auf drei Seiten gedeckt mit hongawarabuki-Schindeln Beide Gebäude sind eingeschossig und mit Dachschindeln aus der Rinde der Hinoki-Scheinzypresse gedeckt. Mit 14,5×17,9 m der größte Schrein Japans | Mitte der Muromachi-Zeit, 1425                                                                                     | Okayama, Präfektur Okayama 34° 40′ 14,6″ N, 133° 51′ 2,1″ O        | Großes Holzgebäude mit einem kleinen Giebeldach, das auf das Hauptdach aufgesetzt ist und mit gekreuzten Giebesparren. |
| Hauptschrein: Haupthalle (本殿, honden), Gebetshalle (拝殿, haiden), Halle für die Opfergaben (幣殿, heiden)                                                                | Itsukushima-Schrein                                                                                  | Hauptschrein: 8×4 (9 ken auf der Rückseite), Ryōnagare-Bauweise im Unterschied zur Nagare-Bauweise bei der sich auf der Rückseite ein kurzer, an der Vorderseite eine ausladender Giebel verwendet wird. Halle für die Opfergaben: 1×1, Ryōnagare-Bauweise Gebetshalle: 10×3, Irimoya-Bauweise mit Giebeln, die an ihren Enden miteinander verbunden sind; eingeschossig und gedeckt mit Dachschindeln aus der Rinde der Hinoki-Scheinzypresse. Der Schreine gehört zum UNESCO-Welterbe. | frühe Kamakura-Zeit und späte Muromachi-Zeit, 1241 (Halle für die Opfergaben und Gebetshalle), 1571 (Hauptschrein) | Hatsukaichi, Präfektur Hiroshima 34° 17′ 45,3″ N, 132° 19′ 11,6″ O | Honden · Blick durch die Gebetshalle mit zinnoberroten Balken und Hängelaternen. |
| Hauptschrein: Reinigungsstätte (祓殿, haraedono) | Itsukushima-Schrein                                                                                  | 6×3, eingeschossig, Irimoya-Bauweise, Eingang auf der Giebelseite, gedeckt mit Dachschindeln aus der Rinde der Hinoki-Scheinzypresse. Der Schrein gehört zum UNESCO-Welterbe. | frühe Kamakura-Zeit, 1241                                                                                          | Hatsukaichi, Präfektur Hiroshima 34° 17′ 45,9″ N, 132° 19′ 10,8″ O | Blick auf die Gebäudefront mit zinnoberroten Balken. · Einer der beiden Räume für Musik- und Tanzdarbietungen. |
| Marōdo-Schrein (wörtl. Schrein für Gastgottheiten) (客神社, marōdo jinja): Hauptschrein (本殿, honden), Gebetshalle (拝殿, haiden), Halle für die Opfergaben (幣殿, heiden) | Itsukushima-Schrein                                                                                  | Hauptschrein: 5×4, Ryōnagare-Bauweise Halle für die Opfergaben: 1×1, Ryōnagare-Bauweise Gebetshalle: 9×3, Kirizuma-Bauweise Die Gebäude sind alle eingeschossig und mit Dachschindeln aus der Rinde der Hinoki-Scheinzypresse gedeckt. Die Gebäude gehören zum UNESCO-Welterbe. | frühe Kamakura-Zeit, 1241                                                                                          | Hatsukaichi, Präfektur Hiroshima 34° 17′ 47,5″ N, 132° 19′ 12,3″ O | Ein überdachter Korridor und zwei miteinander verbundene Gebäude mit Walmdach. Allesamt ausgestattet mit zinnoberroten Balken, weißen Wänden auf Pfählen stehend. |
| Marōdo-Schrein (wörtl. Schrein für Gastgottheiten) (客神社, marōdo jinja): Reinigungsstätte (祓殿, haraedono)                                                               | Itsukushima-Schrein                                                                                  | 4×3, eingeschossig, Irimoya-Bauweise, Eingänge auf der Giebelseite, auf der Rückseite verbunden mit dem Dach der Gebetshalle, gedeckt mit Dachschindeln aus der Rinde der Hinoki-Scheinzypresse. Der Schrein gehört zum UNESCO-Welterbe. | frühe Kamakura-Zeit, 1241                                                                                          | Hatsukaichi, Präfektur Hiroshima 34° 17′ 47,1″ N, 132° 19′ 11,8″ O | Hölzerner Koridor auf Pfählen mit roten Balken über Wasser. |
| Östlicher Korridor (東廻廊, higashi kairō) | Itsukushima-Schrein                                                                                  | 45 ken lang, eingeschossig, Kirizuma-Bauweise, gedeckt mit Dachschindeln aus der Rinde der Hinoki-Scheinzypresse. Erstreckt sich vom Eingang des Itsukushima-Schreins vorbei am Marōdo Schrein und am Asazaya (朝座屋) bis zur Reinigungshalle des Hauptschreins. Der Korridor gehört zum UNESCO-Welterbe. | Azuchi-Momoyama-Zeit                                                                                               | Hatsukaichi, Präfektur Hiroshima 34° 17′ 46″ N, 132° 19′ 12,5″ O   | Hölzerner Koridor auf Pfählen mit roten Balken und einem roten Handlauf. · Roofed wooden corridor over water with red beams. |
| Westlicher Korridor (西廻廊, nishi kairō) | Itsukushima-Schrein                                                                                  | 62 ken lang, eingeschossig, Kirizuma-Bauweise mit einem Giebel an der Ostseite und einem karahafu-Vordach an der Westseite, gedeckt mit Dachschindeln aus der Rinde der Hinoki-Scheinzypresse. Der Korridor gehört zum UNESCO-Welterbe. | Azuchi-Momoyama-Zeit, 1563–1602                                                                                    | Hatsukaichi, Präfektur Hiroshima 34° 17′ 43,7″ N, 132° 19′ 9,7″ O  | Hölzerner Koridor auf Pfählen mit roten Balken, einem roten Handlauf und Lanternen aus Metall, die von der Decke herabhängen. |
| Hauptschrein (本殿, honden) | Sumiyoshi-Schrein (住吉神社, sumiyoshi jinja)                                                        | 9 ken breites Bauwerk, das fünf Gebäude unter einem Dach in Nagare-Bauweise vereint, Dachschindeln aus der Rinde der Hinoki-Scheinzypresse, auf der Vorderseite des Daches befinden sich fünf Dachgauben mit einem chidori hafu | frühe Muromachi-Zeit, 1370                                                                                         | Shimonoseki, Präfektur Yamaguchi 33° 59′ 58,7″ N, 130° 57′ 23,5″ O | |
| Hauptschrein (本殿, honden) | Kandani-Schrein (神谷神社, Kandani jinja)                                                            | 3×2, ältester erhaltener Schrein in der Nagare-Bauweise gedeckt mit Dachschindeln aus der Rinde der Hinoki-Scheinzypresse | frühe Kamakura-Zeit, 1219                                                                                          | Sakaide, Präfektur Kagawa                                          | Schmales Holzgebäude mit geschwungenem Dach und einer Treppe, die zum um das Gebäude laufenden Umgang führt. |
| Hauptschrein (本殿, honden) | Aoi-Aso-Schrein                                                                                      | 3×2, Nagare-Bauweise mit Dachschindeln aus Kupfer, über den nachfolgend aufgeführten Korridor mit der Halle für Opfergaben auf der Südseite verbunden | Azuchi-Momoyama-Zeit, 1610                                                                                         | Hitoyoshi, Präfektur Kumamoto 32° 12′ 48,9″ N, 130° 45′ 10,3″ O    | |
| Korridor (廊, rō) | Aoi-Aso-Schrein                                                                                      | 1×1, eingeschossig, Kirizuma-Bauweise mit Dachschindeln aus Kupfer, verbindet deb Hauptschrein auf der Nordseite mit der Halle für die Opfergaben (heiden) auf der Südseite | Azuchi-Momoyama-Zeit, 1610                                                                                         | Hitoyoshi, Präfektur Kumamoto 32° 12′ 48,7″ N, 130° 45′ 10,3″ O    | |
| Halle für Opfergaben (幣殿, heiden) | Aoi-Aso-Schrein                                                                                      | 5×3, eingeschossig, Yosemune-Bauweise an der Nordseite, verbunden mit Halle für Opfergaben auf der Südseite, Reetdach | Azuchi-Momoyama-Zeit, 1610                                                                                         | Hitoyoshi, Präfektur Kumamoto 32° 12′ 48,4″ N, 130° 45′ 10,4″ O    | |
| Gebetshalle (拝殿, haiden) | Aoi-Aso-Schrein                                                                                      | 7×3, eingeschossig, Yosemune-Bauweise und einem karahafu, wellenförmiges mit Kuperschindeln gedecktes Vordach im chinesischen Stil, an der Nordseite mit der Halle für die Opfergaben (heiden) verbunden. | Azuchi-Momoyama-Zeit, 1611                                                                                         | Hitoyoshi, Präfektur Kumamoto 32° 12′ 48″ N, 130° 45′ 10,6″ O      | Holzgebäude mit Reet-Walmdach. |
| Haupttor zum Hauptschrein (楼門, rōmon) | Aoi-Aso-Schrein                                                                                      | 3×2 zweigeschossiges Tor mit Eingang mittig, Yosemune-Bauweise mit Reetdach | Azuchi-Momoyama-Zeit, 1613                                                                                         | Hitoyoshi, Präfektur Kumamoto 32° 12′ 47,1″ N, 130° 45′ 10,9″ O    | Zweigeschossiges Tor mit Reetdach und einem Umlauf mit Geländer. |
| Hauptschrein (本殿, honden) | Usa Hachiman-gū                                                                                      | Hachiman-Bauweise Die beiden Räume sind durch einen Zwischenraum von 1 ken Breite verbunden. Die Eingänge befinden sich jeweils mittig an der Traufseite, parallel zum Dachfirst. bei der die beiden eigenständig wirkenden Gebäudeteile eingeschossig in Kirizuma-Bauweise ausgeführt sind; Dachschindeln aus der Rinde der Hinoki-Scheinzypresse. Die Abmessungen des hinteren, nai-in (内院) genannten Teils sind 3×2 ken, die des vorderen, ge-in (外院) genannten Teils 3×1 ken mit einem Michōdai (御帳台). | späte Edo-Zeit, 1855                                                                                               | Usa, Präfektur Ōita                                                | Hauptschrein des Usa Hachiman-gū |